# Черкаський Володимир Олександрович
Князь Володимир Олександрович Черкаський (рос. Владимир Александрович Черкасский; *1824, Тульська губернія — †1878, Сан-Стефано) – голова Тимчасової московської адміністрації у Болгарії під час Російсько-турецької війни 1877-1878 років, дипломат Російської імперії, ідеолог панславістських ідей московського імперіалізму.

## Життєпис
Владимир Черкаський народився 1824 року у Чернському повіті Тульської губернії (Російська імперія). Походив із давнього княжого роду, від кабардинського правителя Інала, нащадка єгипетського султана. Закінчив юридичний факультет Московського університету.

### На державній службі в Російській імперії
Готувався до наукової роботи, але основну увагу надавав вивченню сільського питання. Розробляв проєкти в ліберальному дусі щодо скасування кріпосного права. Симпатизував слов'янофільству. Активно брав участь у підготовці та здійсненні сільської реформи в Російській імперії (1857–1861), що полягала в скасуванні кріпосного права (система феодальної, фактично рабовласницької залежності від конкретного дворянина/ правлячої касти; фермер / власник землі та селяни на ній були позбавлені права власності на землю).
З 1864 по 1866 роки працював у російській адміністрації залежного від імперії Польського Царства. Проводив політику заспокоєння після Польського повстання 1863 року. Підготував аграрну реформу в Польщі з 1864 за надання землі безземельним селянам.
Міський голова Москви з 1868 по 1870 роки. Один із розробників міської реформи 1870 року.

### Зодчий відновленої Болгарії
Направлений до Болгарії під час Російсько-турецької війни 1877—1878 років як уповноважений Центрального управління Російського Червоного Хреста при Російській армії. 
Під час війни очолював Тимчасову російську адміністрацію на болгарських землях. Організував цивільну адміністрацію, запровадив широке сільське та міське самоврядування. Це залучило видатних та авторитетних болгар до системи управління. Записку, підготовлену ним для правління Болгарією, схвалив імператор Олександр II. Це було враховано при розробці та прийнятті Тирновської конституції Болгарського князівства (1879).
Помер у Сан-Стефано 3 березня 1878 року, в день підписання Російсько-турецького мирного договору.